# Pluralizam (politika)
Pluralizam opisuje ideju mirnog suživota ljudi različitih interesa,  vjeroispovjesti i načina života. 

## Koncepcija
Nasuprot totalitarnih ideologija pluralizam prepoznaje postojeće različitosti interesa i političkih pozicija. Smatra da je njihovo individualno postojanje, individualno zastupanje te artikulacija raznih pozicija legitimna i poželjna. 
Pored tolerancije najznačajnije opće načelo pluralističkog političkog sustava je princip subsidiariacije: Sva pitanja koje nije moguće riješiti na političkoj razini prepuštaju se određenim društvenim organizacijama, kao što su vjerske zajednice za svoje vjernike. 
Najvažnija karika u lancu pluralizma je sloboda svakog pojedinca, prigoda za razmjenu stajališta i mogućnost za zajedničko zastupanje interesa i stavova.